# Chongzhen

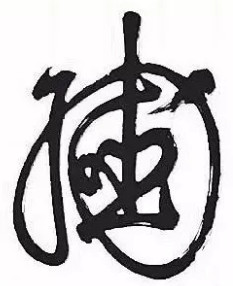
Assinatura do Imperador Chongzhen

Imperador Chongzhen (chinês simplificado: 崇祯帝; chinês tradicional: 崇禎帝; 6 de Fevereiro de 1611 - 25 abril 1644) Nome pessoal Zhu Youjian (Chinês: 朱由檢). Foi o 17º e último imperador da Dinastia Ming, Reinou de 1627 até 1644. "Chongzhen", o nome da era do seu reinado significa "honroso e auspicioso". Filho do imperador Taichang e irmão mais novo do imperador Tianqi, a quem sucedeu ao poder em 1627. Lutou contra revoltas camponesas e não foi capaz de defender a fronteira norte contra os Manchus. Quando os rebeldes sob o comando de Li Zicheng chegaram à capital Pequim, em 1644, ele cometeu suicídio, encerrando a Dinastia Ming. Após a sua morte, os Manchus formaram a Dinastia Qing.